# Маунт-Етна (Пенсільванія)
Маунт-Етна (англ. Mount Aetna) — переписна місцевість (CDP) в США, в окрузі Беркс штату Пенсільванія. Населення — 489 осіб (2020).

## Географія
Маунт-Етна розташований за координатами 40°25′13″ пн. ш. 76°17′47″ зх. д. / 40.42028° пн. ш. 76.29639° зх. д. (40.420391, -76.296435).  За даними Бюро перепису населення США в 2010 році переписна місцевість мала площу 1,14 км², з яких 1,14 км² — суходіл та 0,00 км² — водойми. В 2017 році площа становила 1,28 км², з яких 1,28 км² — суходіл та 0,00 км² — водойми.

## Демографія
Згідно з переписом 2010 року, у переписній місцевості мешкали 354 особи в 139 домогосподарствах у складі 103 родин. Густота населення становила 310 осіб/км².  Було 158 помешкань (138/км²).
Расовий склад населення:
| - 94,1 % — білих - 1,1 % — корінних американців - 1,1 % — чорних або афроамериканців - 1,1 % — осіб інших рас |

До двох чи більше рас належало 2,5 %. Частка іспаномовних становила 3,4 % від усіх жителів.
За віковим діапазоном населення розподілялося таким чином: 20,9 % — особи молодші 18 років, 64,4 % — особи у віці 18—64 років, 14,7 % — особи у віці 65 років та старші. Медіана віку мешканця становила 40,7 року. На 100 осіб жіночої статі у переписній місцевості припадало 114,5 чоловіків;  на 100 жінок у віці від 18 років та старших — 109,0 чоловіків також старших 18 років.
Середній дохід на одне домашнє господарство  становив 53 775 доларів США (медіана — 42 448), а середній дохід на одну сім'ю — 54 691 долар (медіана — 41 979). Медіана доходів становила 41 467 доларів для чоловіків та 26 538 доларів для жінок. 
Цивільне працевлаштоване населення становило 207 осіб. Основні галузі зайнятості: виробництво — 27,1 %, роздрібна торгівля — 18,4 %, публічна адміністрація — 7,7 %, мистецтво, розваги та відпочинок — 6,3 %.